# پیشانی (دوچرخه)

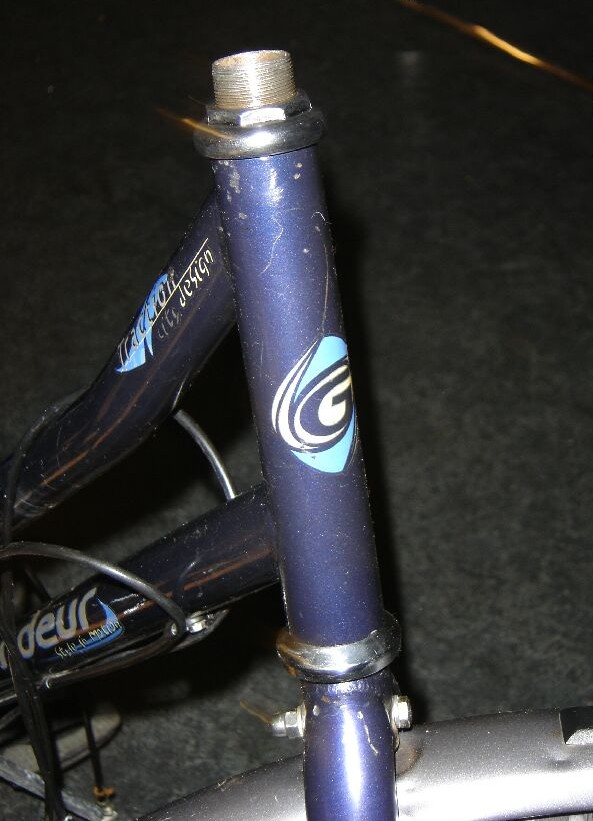
تصویر پیشانی دوچرخه Head tube

پیشانی دوچرخه (به انگلیسی: Head tube) بخش از دوچرخه است که در جلوترین بخش بدنهٔ آن قرار دارد. پیشانی دوچرخه لوله ای عمودی با کمی زاویه است که دوشاخ را نگاه می‌دارد. در دو سر پیشانی دوچرخه ست بلبرینگ، ساچمه یا رولبرینگ قرار می‌گیرد که کمک می‌کند عمل چرخاندن فرمان راحت انجام شود. به مجموعهٔ این بلبرینگ‌ها، واشرها و همچنین پیچ‌های نگهدارنده که بخشی از متعلقات پیشانی دوچرخه هستند کاسه دوشاخ می‌گویند.